# Dosseh (Rapper)
Dosseh (* 26. Januar 1985 in Orléans; bürgerlich Dosseh Dorian N’Goumou) ist ein französischer Rapper.

## Leben
Dosseh hat Wurzeln in Kamerun und in Togo. Im Alter von 13 Jahren schrieb er seine ersten Liedtexte.
Schon früh nahmen ihn andere Rapper wie Booba und Seth Gueko als Gastkünstler auf ihre Alben.
2011 begann er seine bisher vierteilige Mixtapereihe Summer Crack, deren neuester Teil 2019 erschien.
2016 veröffentlichte er mit Yuri sein erstes Studioalbum.
Mit seiner 2018 erschienenen Single Habitué erreichte er Platz eins der französischen Charts.

## Diskografie

### Studioalben
| Jahr | Titel                | Höchstplatzierung, Gesamtwochen, AuszeichnungChartplatzierungen (Jahr, Titel, Platzierungen, Wochen, Auszeichnungen, Anmerkungen) | Höchstplatzierung, Gesamtwochen, AuszeichnungChartplatzierungen (Jahr, Titel, Platzierungen, Wochen, Auszeichnungen, Anmerkungen) | Höchstplatzierung, Gesamtwochen, AuszeichnungChartplatzierungen (Jahr, Titel, Platzierungen, Wochen, Auszeichnungen, Anmerkungen) | Anmerkungen                              |
| Jahr | Titel                | FR | BEW | CH | Anmerkungen                              |
| ---- | -------------------- | --- | --- | --- | ---------------------------------------- |
| 2016 | Yuri                 | FR17 Platin · (54 Wo.)FR | BEW29 (8 Wo.)BEW | CH73 (1 Wo.)CH | Erstveröffentlichung: 4. November 2016   |
| 2018 | Vidalossa            | FR3 Platin · (88 Wo.)FR | BEW3 (27 Wo.)BEW | CH20 (1 Wo.)CH | Erstveröffentlichung: 5. Juli 2018       |
| 2022 | Trop tôt pour mourir | FR2 Gold · (24 Wo.)FR | BEW12 (8 Wo.)BEW | CH23 (1 Wo.)CH | Erstveröffentlichung: 29. September 2022 |

### Mixtapes
| Jahr | Titel                 | Höchstplatzierung, Gesamtwochen, AuszeichnungChartplatzierungen (Jahr, Titel, Platzierungen, Wochen, Auszeichnungen, Anmerkungen) | Höchstplatzierung, Gesamtwochen, AuszeichnungChartplatzierungen (Jahr, Titel, Platzierungen, Wochen, Auszeichnungen, Anmerkungen) | Höchstplatzierung, Gesamtwochen, AuszeichnungChartplatzierungen (Jahr, Titel, Platzierungen, Wochen, Auszeichnungen, Anmerkungen) | Anmerkungen                           |
| Jahr | Titel                 | FR | BEW | CH | Anmerkungen                           |
| ---- | --------------------- | --- | --- | --- | ------------------------------------- |
| 2011 | Desperadoss           | FR101 (1 Wo.)FR | — | — | Erstveröffentlichung: 17. Januar 2011 |
| 2013 | Karma                 | FR173 (1 Wo.)FR | — | — | Erstveröffentlichung: 24. Juni 2013   |
| 2015 | Perestroïka           | FR13 (5 Wo.)FR | BEW30 (6 Wo.)BEW | CH75 (1 Wo.)CH | Erstveröffentlichung: 16. März 2015   |
| 2015 | Summer Crack Volume 3 | FR58 (1 Wo.)FR | BEW49 (1 Wo.)BEW | — | Erstveröffentlichung: 31. Juli 2015   |
| 2019 | Summer Crack 4        | FR24 Gold · (52 Wo.)FR | BEW42 (15 Wo.)BEW | — | Erstveröffentlichung: 12. Juli 2019   |

Weitere Mixtapes
- 2004: Bolide Vol. 1
- 2008: Bolide Vol. 2
- 2011: Summer Crack, par Dosseh
- 2012: Summer Crack Volume 2

### Singles
| Jahr | Titel Album                                                | Höchstplatzierung, Gesamtwochen, AuszeichnungChartplatzierungen (Jahr, Titel, Album, Platzierungen, Wochen, Auszeichnungen, Anmerkungen) | Höchstplatzierung, Gesamtwochen, AuszeichnungChartplatzierungen (Jahr, Titel, Album, Platzierungen, Wochen, Auszeichnungen, Anmerkungen) | Höchstplatzierung, Gesamtwochen, AuszeichnungChartplatzierungen (Jahr, Titel, Album, Platzierungen, Wochen, Auszeichnungen, Anmerkungen) | Anmerkungen                                              |
| Jahr | Titel Album                                                | FR | BEW | CH | Anmerkungen                                              |
| --- | ---------------------------------------------------------- | --- | --- | --- | -------------------------------------------------------- |
| 2014 | Le coup du patron Perestroïka                              | FR10 (4 Wo.)FR | — | — | Erstveröffentlichung: 8. Dezember 2014 mit Gradur & Joke |
| 2015 | Bouteilles et glocks Perestroïka                           | FR91 (1 Wo.)FR | — | — | Erstveröffentlichung: 16. Februar 2015 feat. Kaaris      |
| 2015 | Bando Perestroïka                                          | FR106 (2 Wo.)FR | — | — | Erstveröffentlichung: 16. März 2015                      |
| 2016 | Infréquentables Yuri                                       | FR19 Diamant · (44 Wo.)FR | — | — | Erstveröffentlichung: 14. Oktober 2016 feat. Booba       |
| 2017 | PDCV (Pas dans cette vie) –                                | FR108 Gold · (11 Wo.)FR | — | — | Erstveröffentlichung: 14. Juli 2017                      |
| 2018 | Tout est neuf –                                            | FR36 (9 Wo.)FR | — | — | Erstveröffentlichung: 12. Januar 2018 feat. Sadek        |
| 2018 | KFC Vidalossa                                              | FR60 (5 Wo.)FR | — | — | Erstveröffentlichung: 16. Februar 2018                   |
| 2018 | Habitué Vidalossa                                          | FR1 Platin · (37 Wo.)FR | BEW17 (9 Wo.)BEW | CH57 (4 Wo.)CH | Erstveröffentlichung: 11. Mai 2018                       |
| 2018 | À chaque jour... Vidalossa                                 | FR27 Platin · (33 Wo.)FR | — | — | Erstveröffentlichung: 16. November 2018                  |
| 2019 | Flux Vidalossa 4.5                                         | FR187 (1 Wo.)FR | — | — | Erstveröffentlichung: 29. März 2019                      |
| 2019 | L’odeur du charbon Vidalossa 4.5                           | FR18 Diamant · (34 Wo.)FR | — | — | Erstveröffentlichung: 28. Juni 2019 feat. Maes           |
| 2020 | A45 –                                                      | FR148 (2 Wo.)FR | — | — | Erstveröffentlichung: 2. September 2020                  |
| 2021 | La vie d’avant –                                           | FR140 (1 Wo.)FR | — | — | Erstveröffentlichung: 15. April 2021                     |
| 2022 | Amsterdam Trop tôt pour mourir                             | FR104 (2 Wo.)FR | — | — | Erstveröffentlichung: 4. August 2022 feat. Lacrim        |
| 2023 | Macabre Trop tôt pour mourir                               | FR99 (1 Wo.)FR | — | — | Erstveröffentlichung: 20. Juni 2023 feat. Josman         |
| Folgende Lieder erschienen nicht als Single, wurden aber durch das Album zum Download und Streaming bereitgestellt und konnten somit eine Platzierung erlangen: |                                                            | | | |                                                          |
| |                                                            | | | |                                                          |
| 2016 | Putain d’époque Yuri                                       | FR73 Gold · (4 Wo.)FR | — | — | feat. Nekfeu                                             |
| 2018 | MQTB Vidalossa                                             | FR24 (3 Wo.)FR | — | — | feat. Booba                                              |
| 2018 | VLT Vidalossa                                              | FR48 (4 Wo.)FR | — | — | feat. Lacrim                                             |
| 2018 | Sommet Vidalossa                                           | FR57 (7 Wo.)FR | — | — |                                                          |
| 2018 | Ma keh à moi Vidalossa                                     | FR58 (2 Wo.)FR | — | — |                                                          |
| 2018 | Voilà pourquoi Vidalossa                                   | FR66 (2 Wo.)FR | — | — |                                                          |
| 2018 | Vidolo$$a Vidalossa                                        | FR85 (1 Wo.)FR | — | — |                                                          |
| 2018 | Princes de la ville Vidalossa                              | FR91 (2 Wo.)FR | — | — | feat. Vegedream                                          |
| 2018 | Pour vous par nous Vidalossa                               | FR109 (1 Wo.)FR | — | — |                                                          |
| 2018 | Jet privé Vidalossa                                        | FR133 (1 Wo.)FR | — | — | feat. Kalash                                             |
| 2018 | Toit du monde Vidalossa                                    | FR150 (1 Wo.)FR | — | — |                                                          |
| 2018 | La rue c’est rasoir Vidalossa                              | FR152 (1 Wo.)FR | — | — |                                                          |
| 2018 | Paris en août Vidalossa                                    | FR173 (1 Wo.)FR | — | — |                                                          |
| 2018 | 45 atmo Vidalossa                                          | FR189 (1 Wo.)FR | — | — | feat. Votorious, Ppros & Biss                            |
| 2019 | Le bruit du silence Vidalossa 4.5                          | FR166 (1 Wo.)FR | — | — |                                                          |
| 2019 | Thaïlande Summer Crack 4                                   | FR89 Gold · (12 Wo.)FR | — | — |                                                          |
| 2019 | Canal Summer Crack 4                                       | FR149 (3 Wo.)FR | — | — |                                                          |
| 2022 | Plus belle la vie, plus belle la mort Trop tôt pour mourir | FR32 (4 Wo.)FR | — | — | feat. Tiakola                                            |
| 2022 | Branché Trop tôt pour mourir                               | FR61 (4 Wo.)FR | — | — | feat. Momsii                                             |
| 2022 | La vie de Cesar Trop tôt pour mourir                       | FR69 (2 Wo.)FR | — | — | feat. Werenoi                                            |
| 2022 | Djamel Trop tôt pour mourir                                | FR73 (1 Wo.)FR | — | — |                                                          |
| 2022 | Fleur d’automne Trop tôt pour mourir                       | FR95 (1 Wo.)FR | — | — |                                                          |
| 2022 | Plus belle la vie, plus belle la mort Trop tôt pour mourir | FR102 (1 Wo.)FR | — | — | feat. Zed                                                |
| 2022 | Dina Sanichar Trop tôt pour mourir                         | FR129 (1 Wo.)FR | — | — |                                                          |
| 2022 | Demain j’arrête Trop tôt pour mourir                       | FR130 (1 Wo.)FR | — | — | feat. Dinos                                              |
| 2022 | Mode S Trop tôt pour mourir                                | FR139 (1 Wo.)FR | — | — |                                                          |
| 2022 | RS-28 Trop tôt pour mourir                                 | FR145 (1 Wo.)FR | — | — |                                                          |
| 2022 | N’écoute pas tes copines Trop tôt pour mourir              | FR168 (1 Wo.)FR | — | — | feat. Leto                                               |
| 2022 | Caïman & Astrakan Trop tôt pour mourir                     | FR171 (1 Wo.)FR | — | — |                                                          |
| 2022 | Je te pardonne Trop tôt pour mourir                        | FR188 (1 Wo.)FR | — | — |                                                          |

Weitere Singles
- 2020: C’est La Vie (Ty1 & Dosseh feat. Capo Plaza)

### Gastbeiträge
| Jahr | Titel Album   | Höchstplatzierung, Gesamtwochen, AuszeichnungChartplatzierungen (Jahr, Titel, Album, Platzierungen, Wochen, Auszeichnungen, Anmerkungen) | Höchstplatzierung, Gesamtwochen, AuszeichnungChartplatzierungen (Jahr, Titel, Album, Platzierungen, Wochen, Auszeichnungen, Anmerkungen) | Höchstplatzierung, Gesamtwochen, AuszeichnungChartplatzierungen (Jahr, Titel, Album, Platzierungen, Wochen, Auszeichnungen, Anmerkungen) | Anmerkungen                                                 |
| Jahr | Titel Album   | FR | BEW | CH | Anmerkungen                                                 |
| --- | ------------- | --- | --- | --- | ----------------------------------------------------------- |
| 2020 | Spécial Fame  | FR138 (1 Wo.)FR | — | — | Erstveröffentlichung: 24. Januar 2020 Lefa feat. Dosseh     |
| 2020 | Gang MVP      | FR10 Platin · (11 Wo.)FR | BEW45 (2 Wo.)BEW | CH81 (1 Wo.)CH | Erstveröffentlichung: 31. Januar 2020 Mister V feat. Dosseh |
| Folgende Lieder erschienen nicht als Single, wurden aber durch das Album zum Download und Streaming bereitgestellt und konnten somit eine Platzierung erlangen: |               | | | |                                                             |
| |               | | | |                                                             |
| 2014 | Miley Ateyaba | FR23 (3 Wo.)FR | — | — | Joke feat. Dosseh                                           |

Weitere Gastbeiträge
- 2021: Click Clack Bang (Malik Montana feat. Dosseh)

## Auszeichnungen für Musikverkäufe
| Goldene Schallplatte - Italien - 2020: für die Single C’est La Vie - 2023: für die Single Habitué - Polen - 2023: für die Single Click Clack Bang |

Anmerkung: Auszeichnungen in Ländern aus den Charttabellen bzw. Chartboxen sind in ebendiesen zu finden.
| Land/RegionAuszeichnungen für Musikverkäufe (Land/Region, Auszeichnungen, Verkäufe, Quellen) | Gold     | Platin     | Diamant     | Verkäufe  | Quellen         |
| -------------------------------------------------------------------------------------------- | -------- | ---------- | ----------- | --------- | --------------- |
| Frankreich (SNEP)                                                                            | 5× Gold5 | 5× Platin5 | 2× Diamant2 | 1.649.998 | snepmusique.com |
| Italien (FIMI)                                                                               | 2× Gold2 | —          | —           | 75.000    | fimi.it         |
| Polen (ZPAV)                                                                                 | Gold1    | —          | —           | 25.000    | olis.pl         |
| Insgesamt                                                                                    | 8× Gold8 | 5× Platin5 | 2× Diamant2 |           |                 |